# 영송여자고등학교
영송여자고등학교(嶺松女子高等學校)는 대한민국 대구광역시 북구 태전동에 있는 사립 고등학교이다.

## 학교 연혁
- 1974년 12월 17일 : 학교법인 근영 학숙 설립 인가
- 1974년 12월 17일 : 초대 이사장 김종옥 박사 취임
- 1979년 1월 5일 : 배영여자상업고등학교 9학급 설립 인가
- 1979년 1월 11일 : 초대 여원회 교장 취임
- 1979년 3월 5일 : 제1회 신입생 입학식 거행 (180명)
- 1982년 2월 11일 : 제1회 졸업식 거행
- 1986년 3월 11일 : 배영여자고등학교로 교명 변경
- 1997년 2월 1일 : 영송여자고등학교로 교명 변경
- 2001년 12월 14일 : 제8대 이사장 김향자 박사 취임
- 2019년 3월 1일 : 제14대 김정균 교장 취임
- 2020년 1월 3일 : 제39회 졸업식 10학급 260명 (졸업생 누계 15,666명)
- 2020년 3월 2일 : 제42회 입학생 9학급 197명

## 참고 자료
- 영송여자고등학교 - 한국교육학술정보원 학교알리미